# آبشار مینه‌هاها
آبشار مینه‌هاها (به انگلیسی: Minnehaha Falls) آبشاری است که در کشور ایالات متحده آمریکا واقع شده‌است و بلندترین ریزشگاه آن ۱۶ متر ارتفاع دارد. حوضهٔ آبریز این آبشار، رودخانه میسیسیپی است.

## نگارخانه

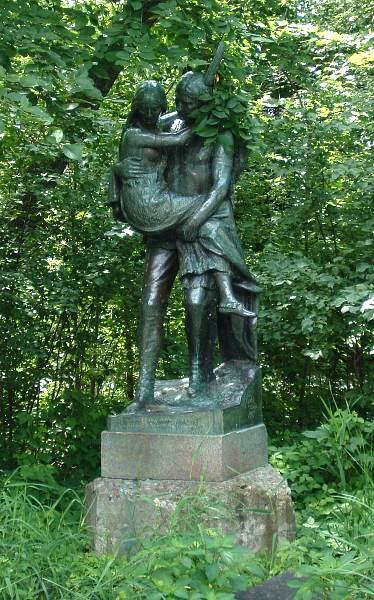
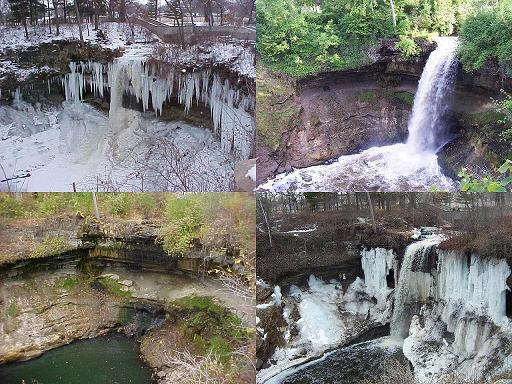
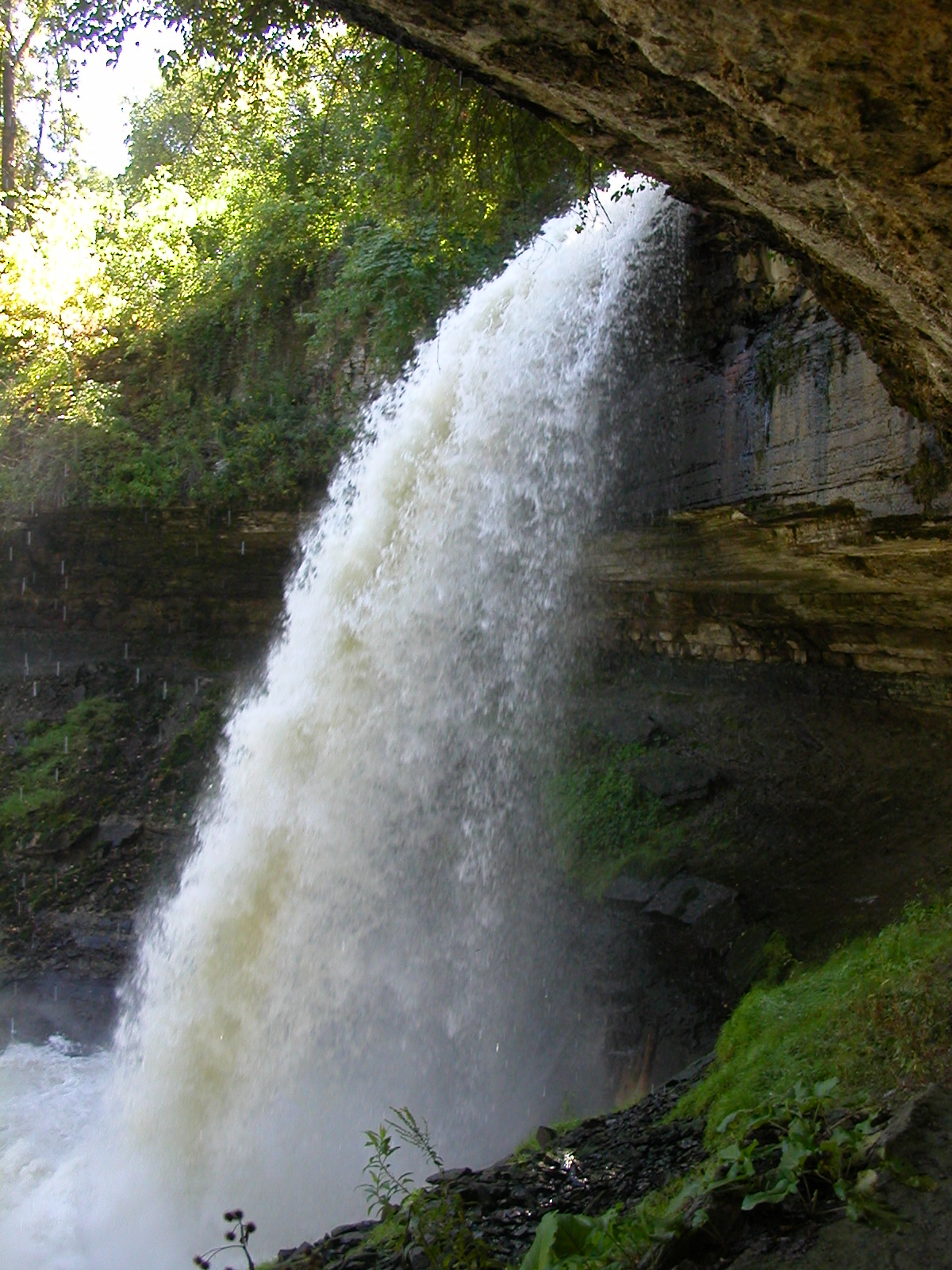
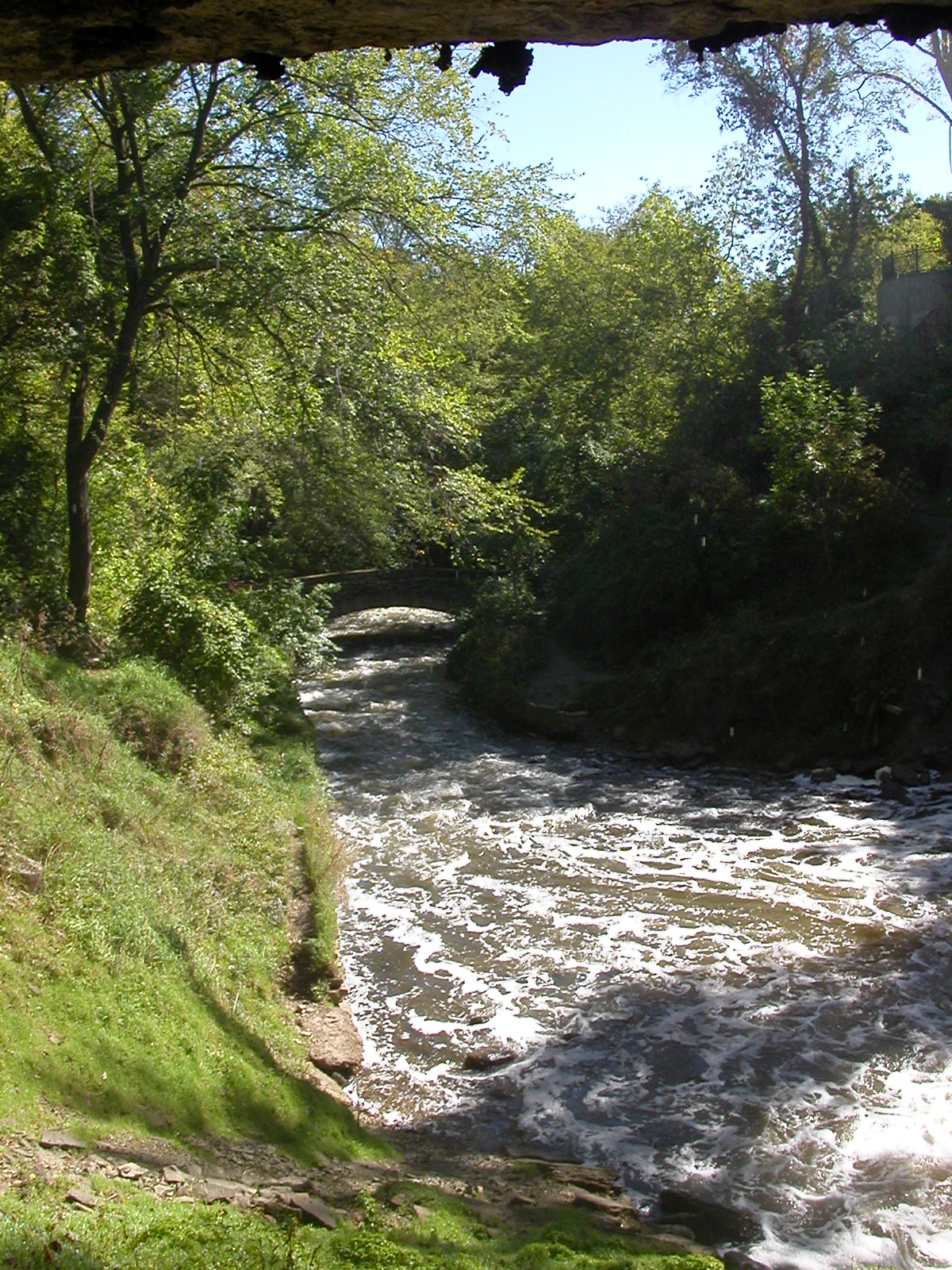
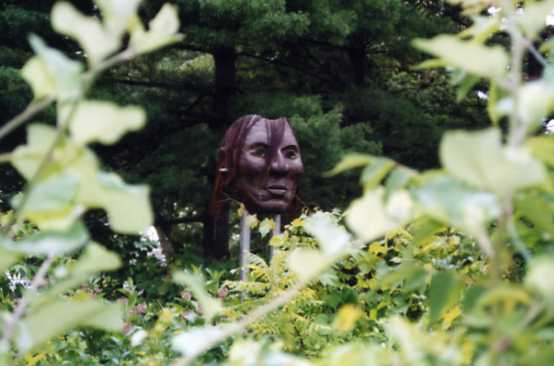
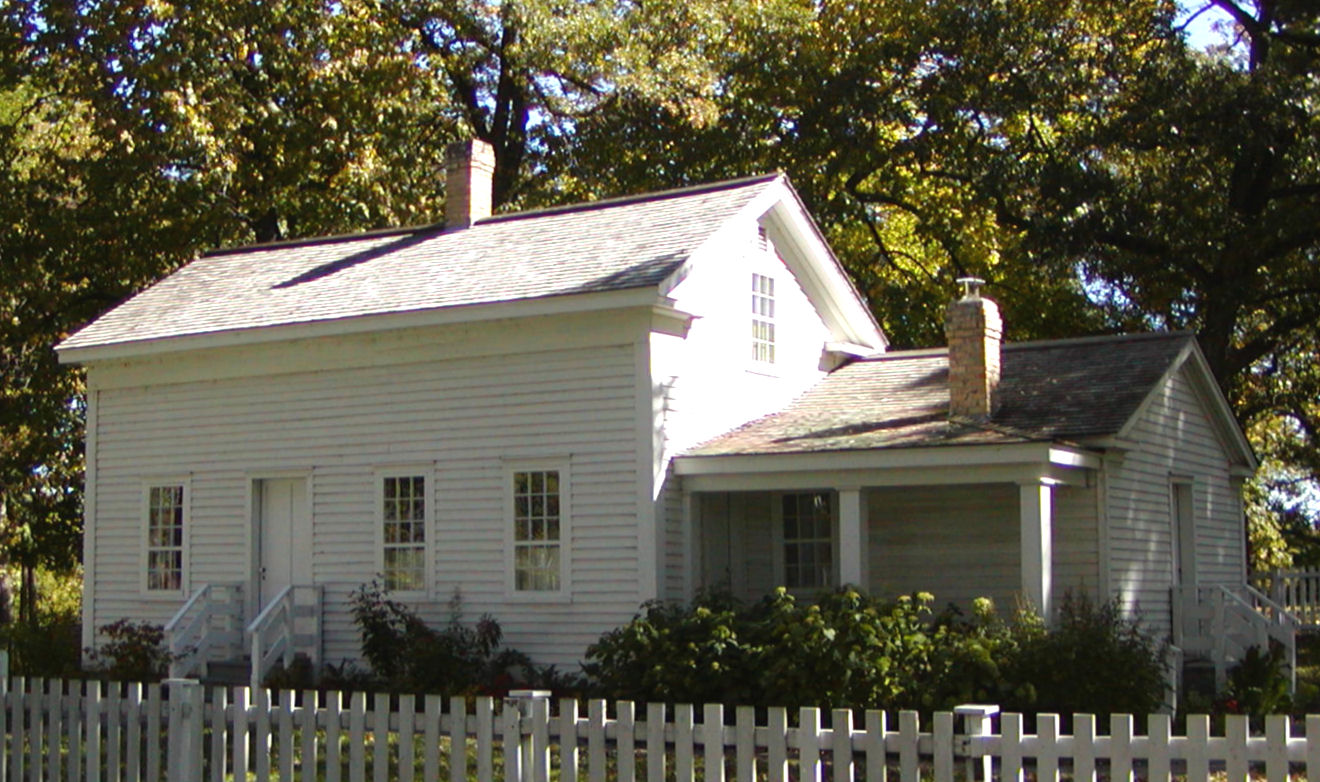
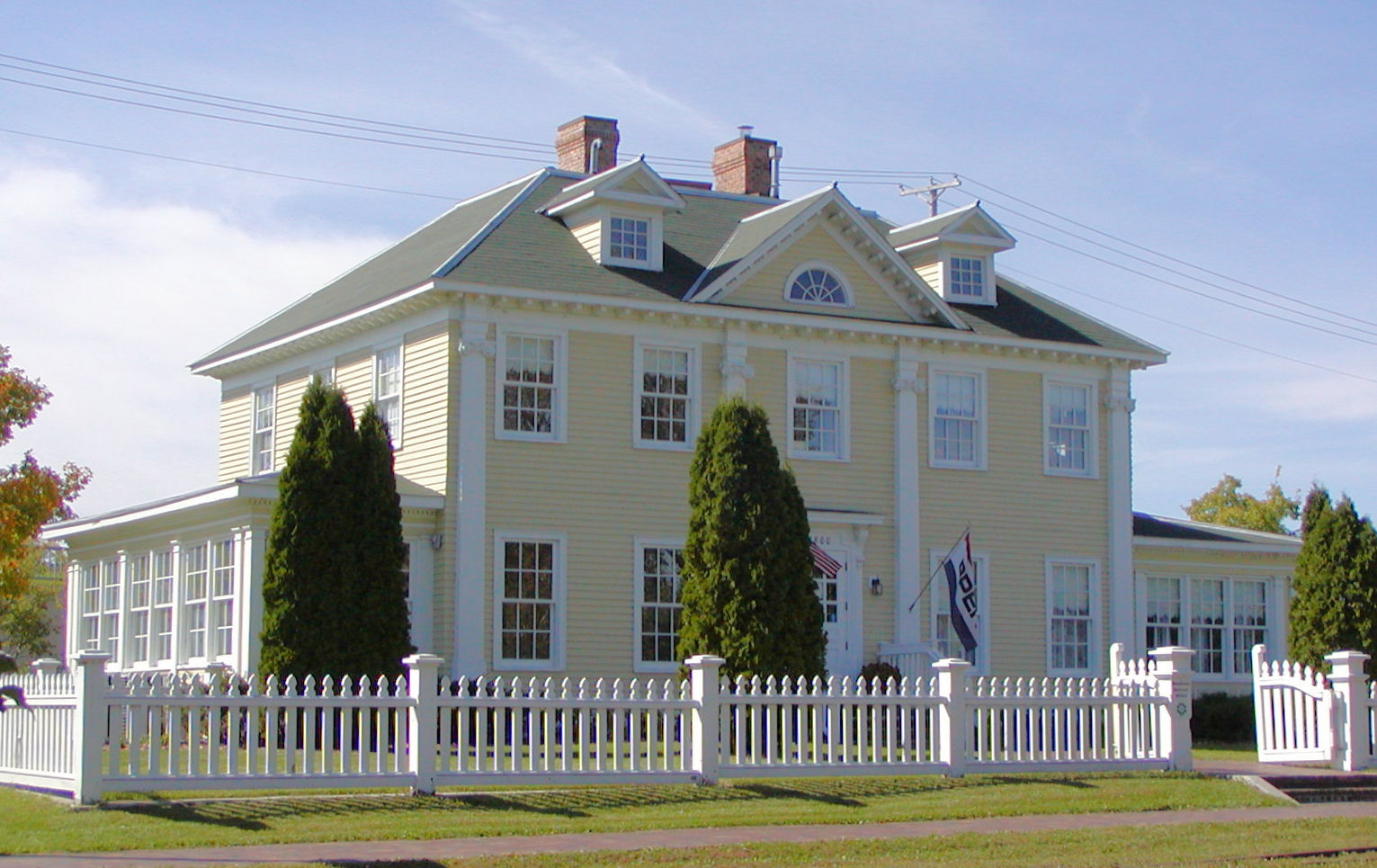
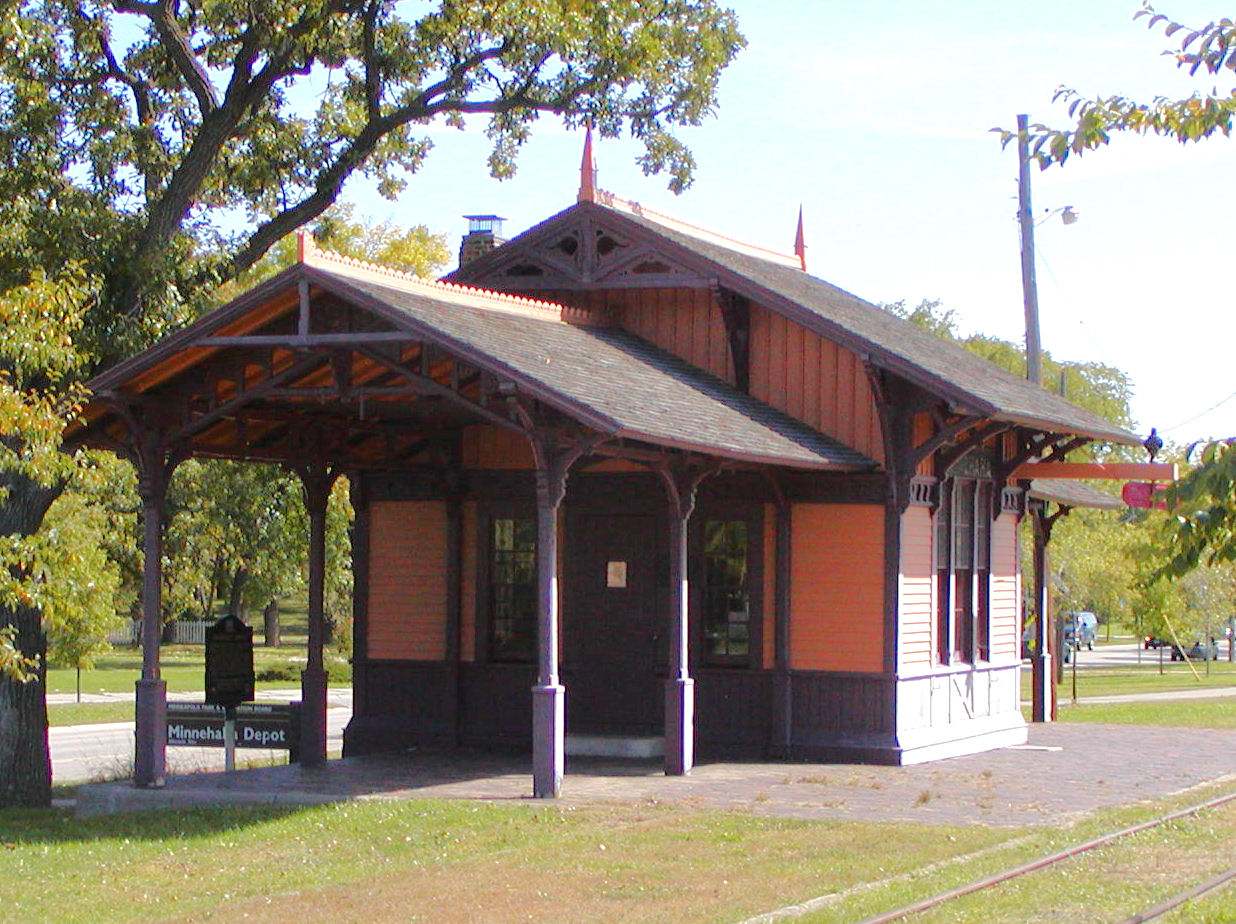
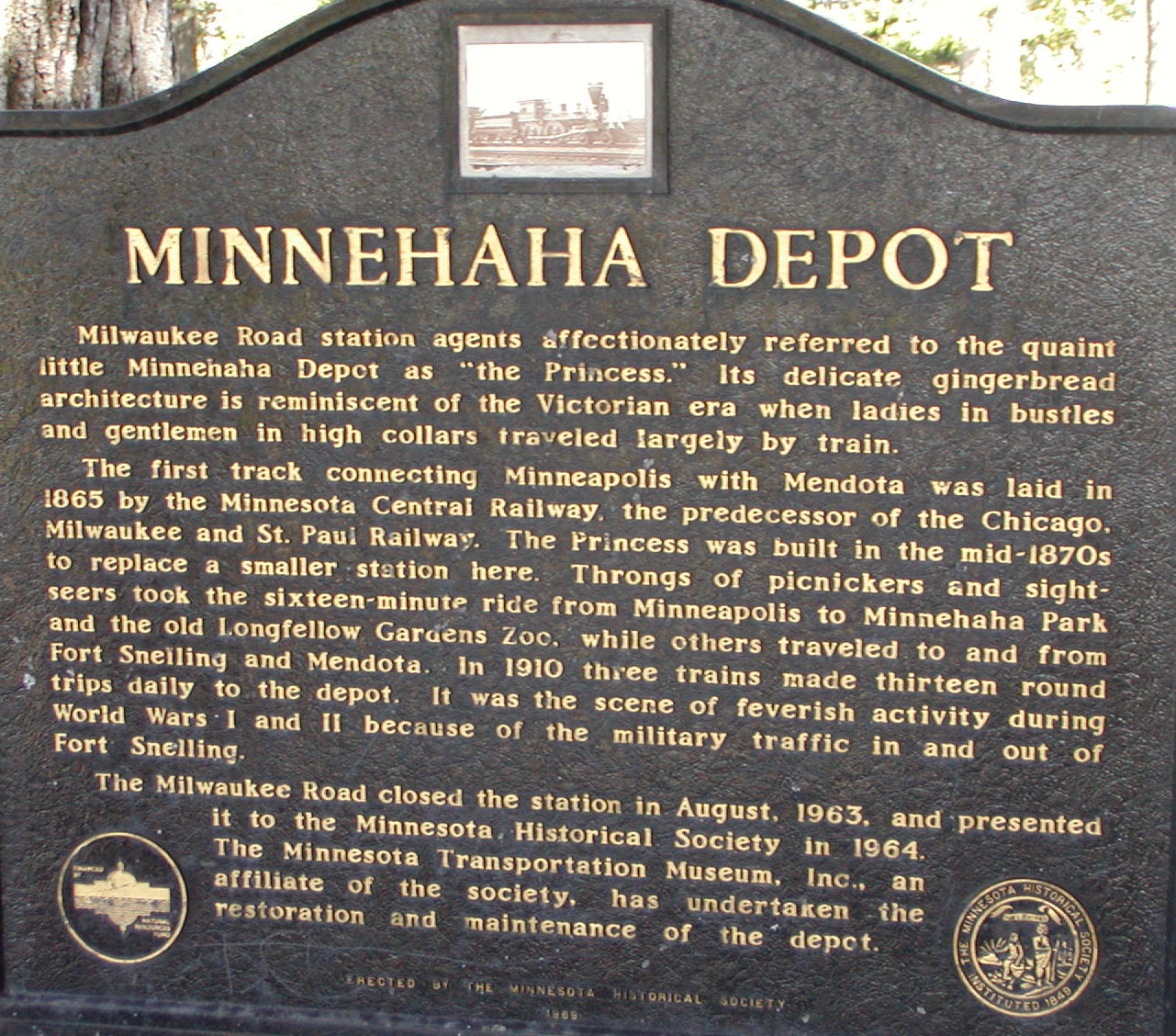
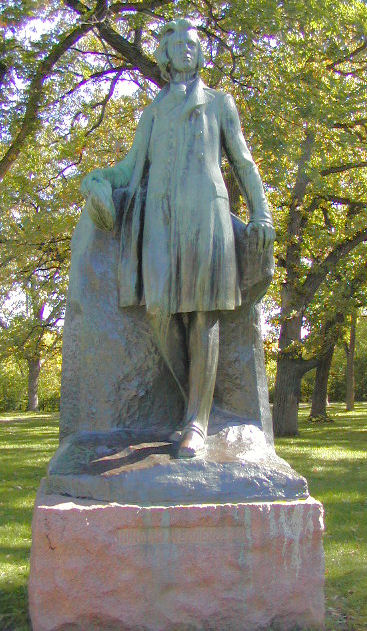
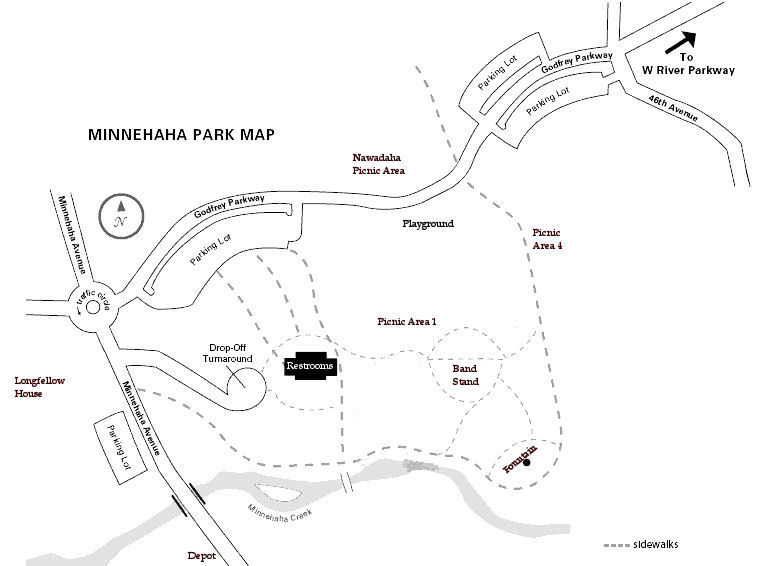
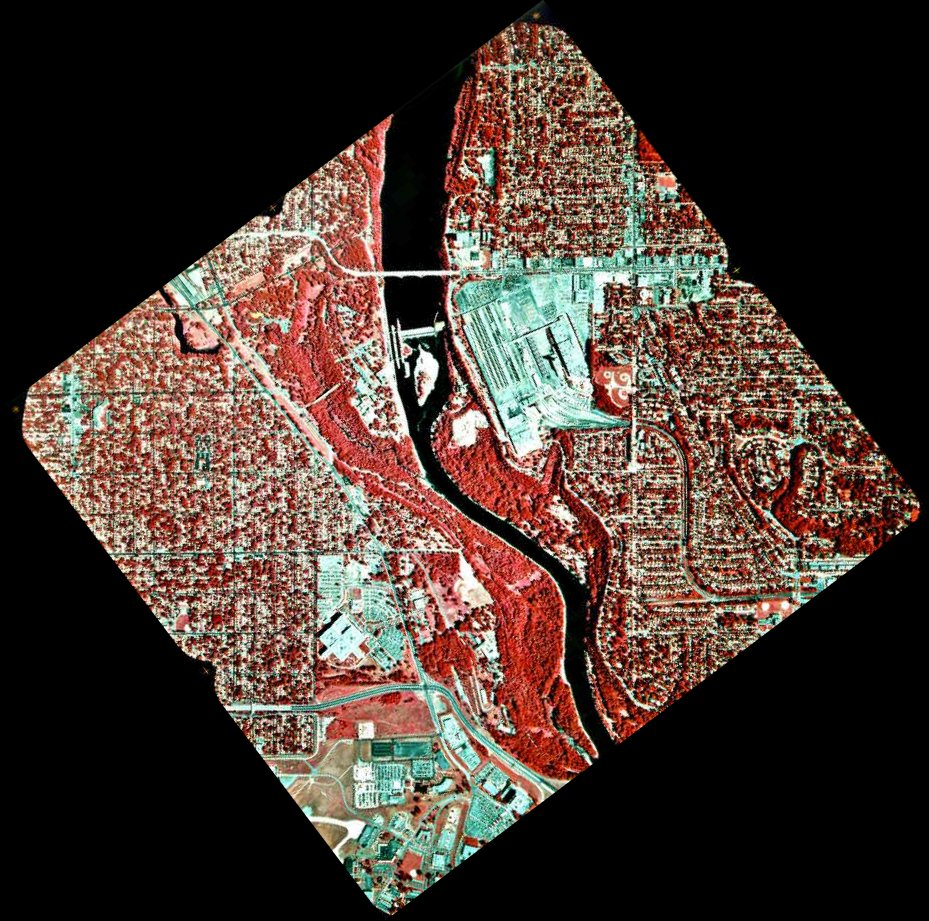
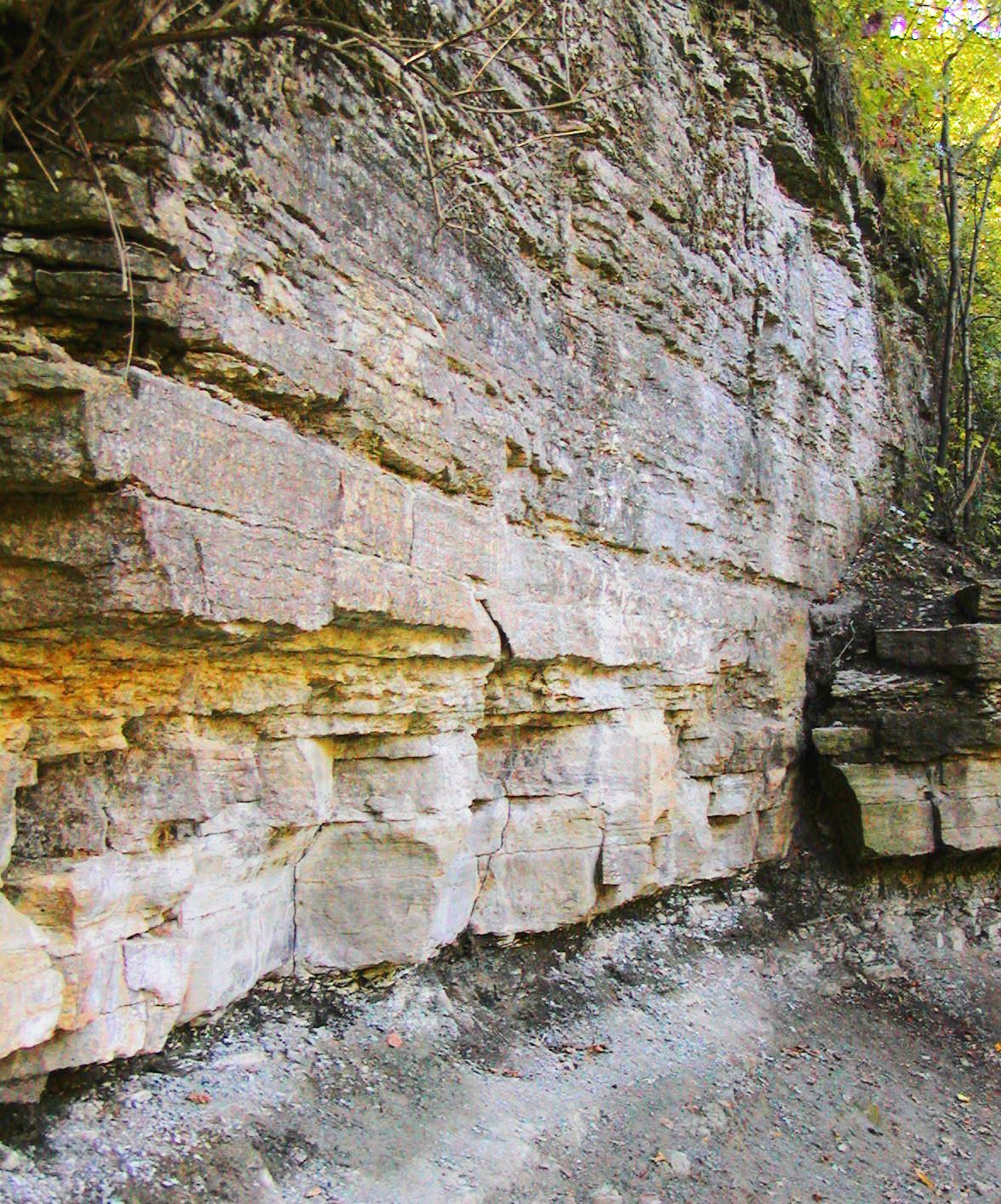
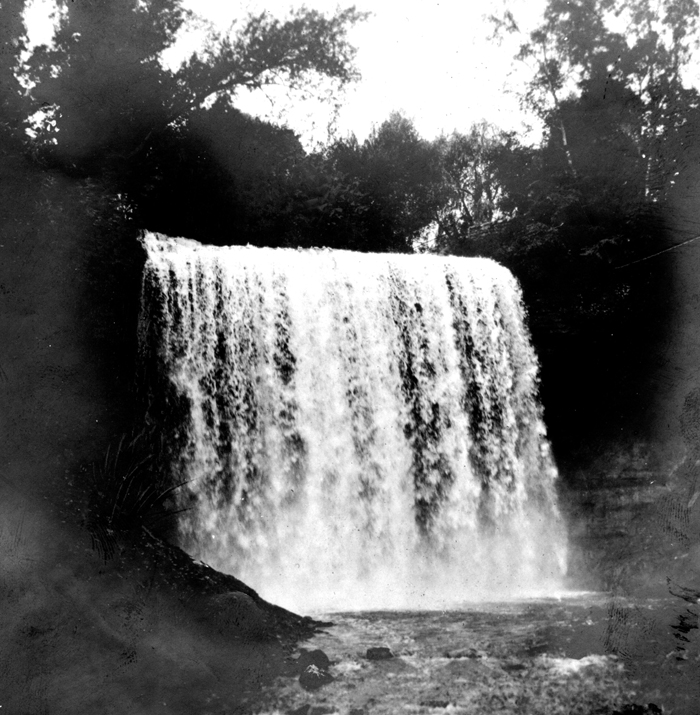
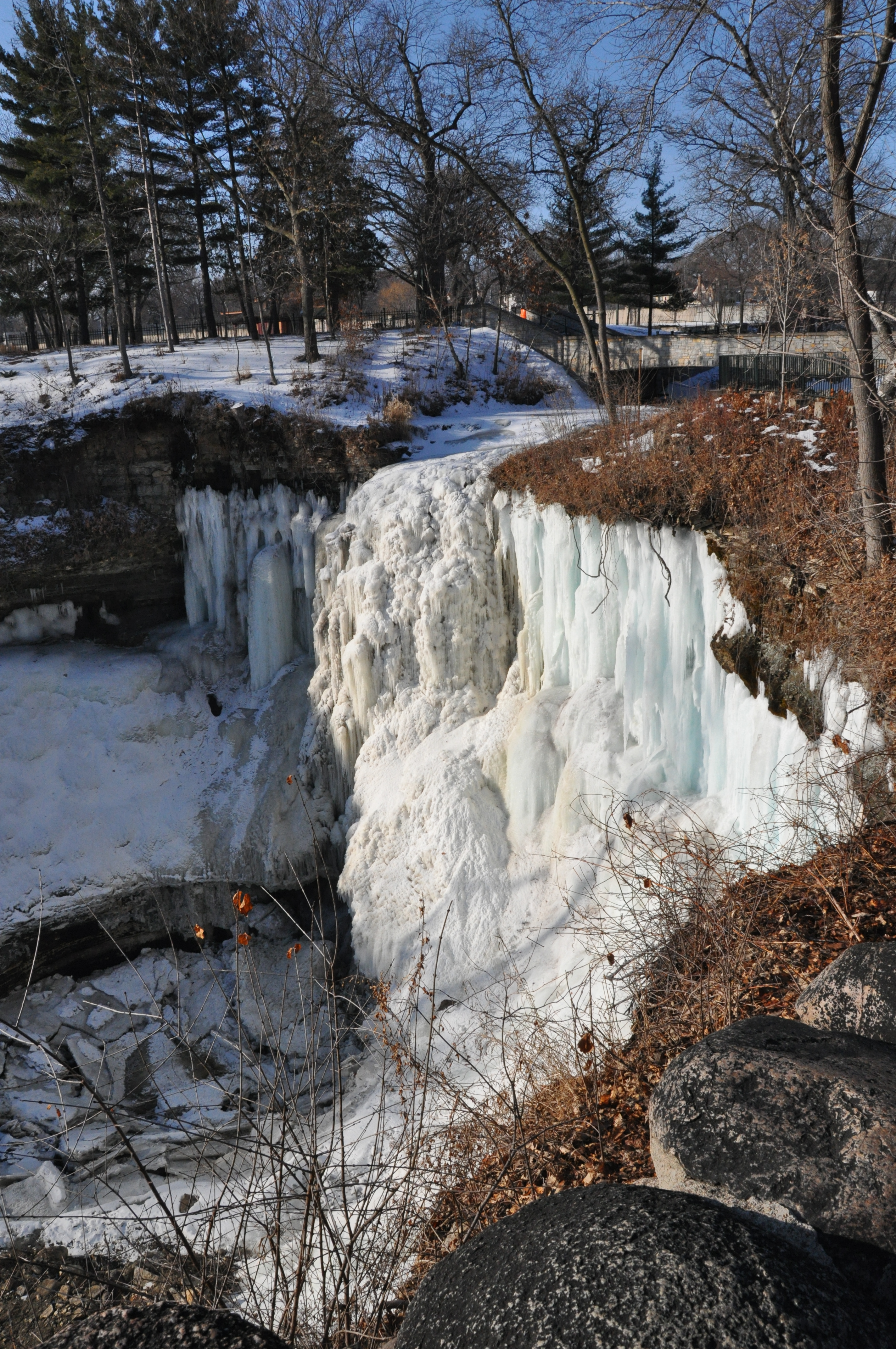